# Nicolae Cărpinișan
Nicolae Sever Cărpinișan (n. 6 ianuarie 1900, Constanța – d. 28 iulie 1975) a fost un jurnalist, publicist, tipograf, regizor, dramaturg și bibliotecar român.
A fost primul român licențiat în jurnalism, în anii 1930, la Sorbona.
A colaborat cu ziarele „Farul”, „Dacia”, „Dobrogea socialistă”, „Foaia plugarului”, „Limanul”, „Marea Neagră”, „Nădejdea”, „Pontice”.
A lăsat în urmă o impresionantă operă de specialitate jurnalistică și civică.
În anul 2011, la 111 ani de la nașterea lui Cărpinișan, Asociația Română de Istorie a Presei (ARIP) a instituit, Premiul național pentru jurnalism „Nicolae Sever Cărpinișan".